# Gotha Go P.60
De Gotha P.60 was een project voor een jachtvliegtuig en nachtjager dat werd ontwikkeld door de Duitse vliegtuigbouwer Gothaer.

## Ontwikkeling
Gothaer had de ontwikkeling en bouw overgenomen van de vliegende vleugel Horten Ho IX. Hierdoor had de ontwikkelafdeling het plan opgevat om zelf ook een degelijk toestel te gaan ontwikkelen.

## Uitvoeringen

#### Go P.60A
Dit was het eerste ontwerp uit het project P.60 en was voor een jachtvliegtuiguitvoering. Het ontwerp stamt van januari 1945. Het was een ontwerp voor een staartloos toestel met vleugels met een pijlstand van 60 graden. De motoren waren boven op en onder de romp aangebracht. Door het ontbreken van de romp lagen de beide bemanningsleden naast elkaar achter de glazen rompneus. Het toestel werd bestuurd door acht kleine windvanen bij de vleugeltippen. De motoren waren twee BMW 003A-straalmotoren.

##### Technische specificaties Go P.60A
Afmetingen:
- Spanwijdte: 12,41 m.
- Lengte: 9,50 m.

Gewichten:
- Startgewicht: 7.500 kg.

Prestaties:
- Maximumsnelheid: 953 km/uur.

Bewapening:
- Vier 30mm-MK108-kanonnen in de vleugels.

#### Go P.60B
De Go P.60B was een verdere ontwikkeling in het P.60A-ontwerp. Het toestel had een eenvoudigere constructie en was voorzien van één richtingsroer. De cockpit was achter de FuG 240-radarapparatuur in de rompsectie aangebracht. De rompsectie stak voor de vleugelvoorrand uit. De motoren waren twee Heinkel He S 011-straalmotoren. Eén was er op de romprug aangebracht en één onder de romp. De vleugel was uitgevoerd in deltavorm en was van een grote pijlstand voorzien. Er was een neuswiellandingsgestel toegepast. Het hoofdlandingsgestel werd voorwaarts in de vleugels opgetrokken, het neuswiel achterwaarts in de rompneus.
In 1945 werd door het RLM opdracht gegeven voor de bouw van het toestel. De bouw van het prototype werd stopgezet toen het voor de helft gereed was. Men ging verder met de ontwikkeling van de Go P.60C.

##### Technische specificaties Go P.60B
Afmetingen:
- Spanwijdte: 13,50 m.
- Lengte: 9,90 m.

Prestaties:
- Maximumsnelheid: 973 km/uur op 5.000 m.
- Stijgsnelheid: 19 m/s.
- Actieradius: 2.650 km op 12.000 m.
- Vliegduur: 3 uur 6 minuten op 12.000 m.

Gewichten:
- Brandstof: 4.200 lt.
- Startgewicht: 10.000 kg.

Bewapening:
- Vier 30mm-MK108-kanonnen in de vleugels.

#### Go P.60C
De P.60C was een project voor een nachtjager. Dit was het laatste ontwerp uit het Go P.60-project. Het werd opgestart voor een specificatie van het RLM van 27 februari 1945. Het voorstel werd in maart 1945 ingediend. De motoren waren of twee Heinkel He S 011's of twee BMW 003-straalmotoren. De romp was verlengd. Zo werd er ruimte gecreëerd voor een FuG 240-radarinstallatie en de “Morgenstern”-antenne. De bemanning werd uitgebreid tot drie man. De piloot zat in de cockpit, de twee andere bemanningsleden zaten naast hem in een deel van de vleugelwortels achter gepantserde glazen panelen.

##### Technische specificaties Go P.60C
Afmetingen:
- Spanwijdte: 13,50 m.
- Lengte: 9 m.
- Hoogte: 3,50 m.
- Vleugeloppervlak: 54,70 m².

Gewichten:
- Leeggewicht: 5.346 kg.
- Brandstof: 3.500 lt.
- Startgewicht: 11.500 kg.

Prestaties:
- Maximumsnelheid: 960 km/uur.

Bewapening:
- Vier 30mm-MK108-kanonnen in de vleugels. Mogelijkheid voor twee 30mm-MK108-kanonnen, schuin omhoog vurend, in de bovenkant van de vleugels.

Het einde van de oorlog maakte ook een einde aan dit project.